# Abdel Rahim Mohammed Hussein

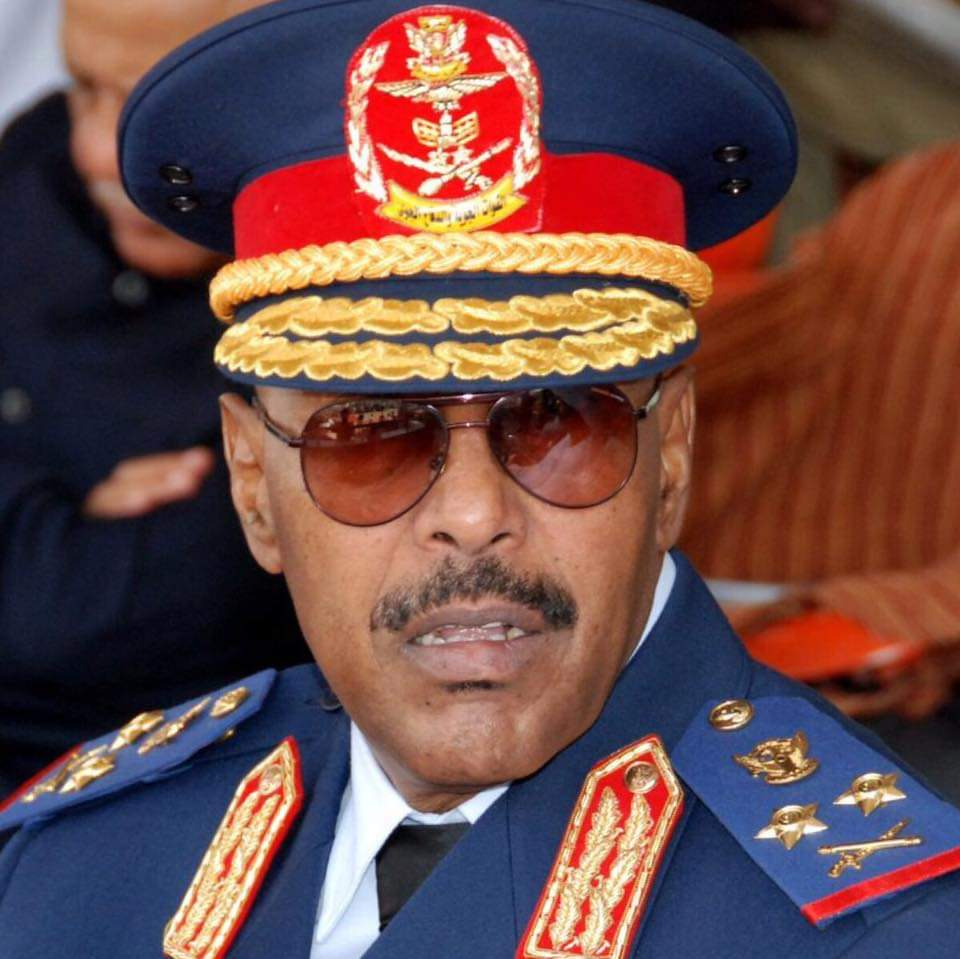

Abdel Rahim Mohammed Hussein (em árabe: عبد الرحيم محمد حسين; nascido em 1949) é um político sudanês e ex-governador do estado de Cartum. Hussein serviu como Ministro da Defesa Nacional da República do Sudão por muito tempo. Também serviu por um período como Ministro de Assuntos Interiores. Hussein foi preso no início de abril de 2019 após um golpe de Estado que derrubou Omar al-Bashir.
Em 2 de dezembro de 2011, o procurador do Tribunal Penal Internacional, Luis Moreno Ocampo, solicita um mandado de prisão contra Abdel Rahim Mohammed Hussein por crimes de guerra e crimes contra a humanidade, por ter recrutado, armado e financiado os milicianos Janjawid de Darfur. O mandado de prisão foi expedido em 1 de março de 2012.

## Referencias
1. ↑  Elbagir, Nima (15 de abril de 2019). «As Bashir faces court, Sudan's protesters keep the music alive». CNN. Consultado em 19 de junho de 2019. Cópia arquivada em 19 de junho de 2019
2. ↑  Sudan's Omar al-Bashir forced out in coup, CNN, Eliza Mackintosh and James Griffiths, 11 de Abril de 2019
3. ↑  «Abdel Raheem Muhammad Hussein» no site do Tribunal Penal Internacional